# Vincenzo Giustiniani (Kardinal)
Vincenzo Giustiniani O.P. (* August 1516 auf Chios in der Ägäis; † 28. Oktober 1582 in Rom) war Generalmagister des Dominikanerordens und Kardinal der Römischen Kirche.

## Leben
Giustiniani stammte aus einer ursprünglich genuesischen Familie. Er trat in den Dominikanerorden ein und wurde am 29. Mai 1558 zu dessen Generalmagister gewählt. Als solcher nahm er am Konzil von Trient teil. Im Auftrag des Mailänder Senats und des Papstes war er Gesandter bei Philipp II. von Spanien.
Er wurde von Papst Pius V. im Konsistorium vom 17. Mai 1570 zum Kardinal erhoben und behielt zunächst auch das Amt des Generalmagisters bei, bis 1570 das Generalkapitel des Ordens einen Nachfolger wählte. Der Papst verlieh ihm am 26. Januar 1571 den Kardinalshut und ernannte ihn zum Kardinalpriester mit der Titelkirche San Nicola fra le Immagini. Als Kardinal nahm Giustiniani am Konklave 1572 teil, aus dem Gregor XIII. als Papst hervorging. 1579 wechselte er zur Titelkirche Santa Sabina. Er wurde Abt von San Siro (Genua). Er unterstützte und besuchte den Erzbischof von Toledo Bartolomé Carranza de Miranda OP, als dieser von der Spanischen Inquisition der Häresie beschuldigt und in der Engelsburg gefangen gehalten wurde.
Vincenzo Giustiniani starb 1582 in Rom und wurde dort in der Dominikanerkirche Santa Maria sopra Minerva beigesetzt.

## Familie
Er war der Onkel des Kardinals Benedetto Giustiniani (1554–1621, ernannt 1586) sowie dessen gleichnamigen Bruders Vincenzo Giustiniani der Jüngere (1564–1637), dessen Gemäldesammlung, die Sammlung Giustiniani, im Jahre 1815 zum späteren Aufbau der Gemäldegalerie (Berlin) aufgekauft wurde.